# زاوية سيدي الحسين
زاوية سيدي الحسين تقع زاوية سيدي الحسـين ببلدية لرجام التابعة إداريا لولاية تيسمسيلت بدولة الجزائر المتاخمة لجبال الونشريس شمالا وبلدية الملـعب غربا وبـلدية سيدي عابد شرقا وجنوبا بلدية سيدي العنتري، ومن مزايا موقـعـها هو وجودهـا في المدخـل الرئيسي للبلدية وتربعها على مسـاحة تـفـوق 5000م2.

## النشأة
إنّ تاريـخ الزّاوية قديم فهو يعود إلى مؤسسها الأول سيدي محمد بن يحيى الولي الصالح حـفيد السلالة النبوية الشريفة.
ــ أحمد عزيز ابن بوزيان ـ لإعادة إحياء مشعل
المسيرة العلمية ومواصلة الدرب على نفس المنوال ـ كان لهذا الأخير رأيًا صائبًا تجسد في الواقع بإعادة بناء الزّاوية بتسميتها الحالية زاوية سيدي الحسين بن مصطفى الواقعة بلرجام على بعد 22 كم عن جـبال الونشريس الأشم وهي تضم:
- قسما داخليا يتسع لأكثر من 40 طالبا.
- قسما خارجيا يتسع لأكثر من 60 طالبا.
- مسجدا ذو طابقين يتسع لأكثر من2000 مصلى.
- ومطعما ومرقدا للطلبة الداخليين.
- ومرآبا للسيارات.